# Пройшвиц
Про́йшвиц или Пши́шецы (нем. Preuschwitz; в.-луж. Přišecy) — деревня в Верхней Лужице, Германия. Входит в состав коммуны Добершау-Гаусиг района Баутцен в земле Саксония. Подчиняется административному округу Дрезден.

## География
Граничит на юго-востоке c бывшей деревней Бобольцы (Bobolcy, Boblitz; сегодня входит в городскую черту Будишина), с деревнями Джежникецы коммуны Обергуриг (Dźěžnikecy, Singwitz) на юге, Добруша (Dobruša, Doberschau) на юго-западе и Грубельчицы (Hrubjelčicy, Grubschütz) на западе.
На север деревня граничит с вагоностроительным цехом железнодорожного вокзала Баутцена.

## История
Впервые упоминается в 1361 году под наименованием Prischewicz/ Prysch(e)wicz.
С 1936 по 1994 года деревня входила в состав коммуны Добершау, с 1994 по 1999 года — в коммуну Гнашвиц-Добершау. С 1999 года входит в состав современной коммуны Добершау-Гаусиг.
В настоящее время деревня входит в состав культурно-территориальной автономии «Лужицкая поселенческая область», на территории которой действуют законодательные акты земель Саксонии и Бранденбурга, содействующие сохранению лужицких языков и культуры лужичан.

## Население
Согласно статистическому сочинению «Dodawki k statisticy a etnografiji łužickich Serbow» Арношта Муки в 1884 году проживало 52 человека (из них — 46 серболужичан (88 %)). С XVI века большинство жителей являются лютеранами.
Официальным языком в населённом пункте, помимо немецкого, является также верхнелужицкий язык.
| 1834 | 1871 | 1884 | 1890 | 1910 | 1925 | 2011 |
| ---- | ---- | ---- | ---- | ---- | ---- | ---- |
| 40   | 53   | 52   | 52   | 50   | 59   | 51   |